# بانک تجارتی ایران و اروپا
بانک تجارتی ایران و اروپا (به آلمانی: Europäisch-Iranische Handelsbank AG) یک بانک آلمانی است که در سال ۱۹۷۱ میلادی تاسیس شد. ساختمان مرکزی این بانک در هامبورگ قرار دارد و دو شعبه‌ی دیگر در جزیره کیش (تاسیس سال ۲۰۰۵ میلادی) و تهران (تاسیس سال ۲۰۰۸ میلادی) دارد.
سهام‌داران عمده این بانک بانک صنعت و معدن  ، بانک ملت و بانک تجارت هستند. این بانک در بین سال‌های ۲۰۱۱ تا ۲۰۱۶ میلادی به دلیل تحریم‌ها علیه ایران فعالیت چندانی نداشت اما هم اکنون به صورت حرفه ای در حال فعالیت می باشد.